# StarTropics
『StarTropics』(スタートロピックス) は、1990年に任天堂が発売したNintendo Entertainment System用アクションアドベンチャーゲーム。北アメリカとヨーロッパでのみ発売され、日本では発売されていない。また、2008年からは、北アメリカ、ヨーロッパ、オーストラリアにてWiiの、2015年、2016年からはWii Uのバーチャルコンソールでも配信されている。2019年3月13日からはNintendo Switchのサービス、Nintendo Entertainment System Nintendo Switch Onlineにて海外のみで配信されている(日本国内版では配信されていないが、海外アカウントを持っていれば海外版が日本でもダウンロード可能で、日本のSwitch Online契約さえあれば遊ぶことが可能。)

## 内容
StarTropics は2Dゲームで、この頃のロールプレイングゲームに散見される俯瞰視点が採用されている。
ゲームのストーリーは様々なチャプターに分かれている。 多くのチャプターでは、プレイヤーのマイクを操作する。彼を操作してダンジョン、島などを捜索したり、村人などのNPCに話しかけて攻略のヒントやインフォメーションなどを聞くことができる。
通常は地上で捜索していくのだが、ダンジョンに入るとゲームの雰囲気が変わる。アクションゲームのような画面構成・操作性・ゲームルールとなり、敵を攻撃したりパズルを解いたりできる。